# Los Angeles Chargers 2017
La stagione 2017 dei Los Angeles Chargers è stata la 48ª della franchigia nella National Football League, la 58ª complessiva e la prima con Anthony Lynn come capo-allenatore. È stata anche la prima stagione dei Chargers a Los Angeles dove avevano disputato la loro stagione inaugurale nel 1960, quando facevano ancora parte della AFL, dal momento che il club ha deciso di sfruttare la propria opzione per unirsi ai Los Angeles Rams il 12 gennaio 2017.
I Chargers, malgrado l'avere perso tutte le prime quattro partite, hanno migliorato il record di 5–11 della stagione precedente con la vittoria della settimana 13 sui Cleveland Browns. Il bilancio finale di 9-7 è stato il primo con più vittorie che sconfitte dalla stagione 2014. La squadra ha terminato con lo stesso record di Tennessee Titans, Buffalo Bills e Baltimore Ravens ma a qualificarsi per i playoff sono state le prime due in virtù di una migliore classifica avulsa.

## Scelte nel Draft 2017
| Scelte dei Chargers nel Draft 2017 |        |                  |       |                  |
| Giro                               | Scelta | Giocatore        | Ruolo | College          |
| 1                                  | 7      | Mike Williams    | WR    | Clemson          |
| 2                                  | 38     | Forrest Lamp     | G     | Western Kentucky |
| 3                                  | 71     | Dan Feeney       | G     | Indiana          |
| 4                                  | 113    | Rayshawn Jenkins | S     | Miami            |
| 5                                  | 151    | Desmond King     | CB    | Iowa             |
| 6                                  | 190    | Sam Tevi         | OT    | Utah             |
| 7                                  | 225    | Isaac Rochell    | DE    | Notre Dame       |

## Staff
| Staff dei Los Angeles Chargers nel 2017 |
| --- |
| Organi dirigenziali - Proprietario: Alex Spanos - Presidente: Dean Spanos - CEO: Dean Spanos - General manager: Tom Telesco Capo allenatore - Anthony Lynn Altri allenatori - Preparatore atletico – John Lott - Assistente p.a. – Jonathan Brooks - Assistente p.a. - Larry Jackson Allenatori dell'attacco - Coordinatore dell'attacco: Ken Whisenhunt - Quarterback: Shane Steichen - Running back: Alfredo Roberts - Wide Receiver: Nick Sirianni - Tight End: John McNulty - Offensive Line: Pat Meyer - Assistente Offensive Line: James Cregg Allenatori della difesa - Coordinatore della difesa: Gus Bradley - Defensive Line: Giff Smith - Linebacker: Richard Smith - Secondary: Ron Milus - Assistente Secondary: Chris Harris - Assistente difesa – D'Anton Lynn Allenatori dello special team - Assistente dello Special Team: Marquice Williams |

## Roster
| Roster dei Los Angeles Chargers nel 2017 |
| --- |
| Quarterback - 5 Cardale Jones - 17 Philip Rivers Running Back - 3 Austin Ekeler - 28 Melvin Gordon - 32 Branden Oliver - 34 Derek Watt FB Wide Receiver - 13 Keenan Allen - 12 Travis Benjamin - 11 Geremy Davis - 15 Dontrelle Inman - 7 Mike Williams - 16 Tyrell Williams Tight End - 80 Sean Culkin - 85 Antonio Gates - 86 Hunter Henry - 84 Sean McGrath Offensive Linemen - 72 Joe Barksdale T - 66 Dan Feeney G - 75 Chris Hairston T - 76 Russell Okung T - 73 Spencer Pulley C - 68 Matt Slauson C - 69 Sam Tevi T - 79 Kenny Wiggins G Defensive Linemen - 97 Jeremiah Attaochu DE - 99 Joey Bosa DE - 54 Melvin Ingram DE - 94 Corey Liuget DT - 40 Chris McCain DE - 92 Brandon Mebane DT - 93 Darius Philon DE - 98 Isaac Rochell DE - 71 Damion Square DT Linebacker - 57 Jatavis Brown OLB - 48 Nick Dzubnar MLB - 51 Kyle Emanuel OLB - 58 Nigel Harris OLB - 49 James Onwalu OLB - 52 Denzel Perryman MLB - 56 Korey Toomer MLB Defensive Back - 37 Jahleel Addae SS - 33 Tre Boston FS - 26 Casey Hayward CB - 3 Rayshawn Jenkins FS - 36 Desmond King CB - 29 Craig Mager CB - 23 Dexter McCoil FS - 31 Adrian Phillips SS - 22 Jason Verrett CB - 42 Trevor Williams CB Special Team - 8 Drew Kaser P - 9 Nick Novak K - 47 Mike Windt LS Lista delle riserve - 89 Isaiah Burse WR (Waived/injured) - 78 Tyreek Burwell T (Waived/injured) - 63 Donavon Clark G (Waived/injured) - 45 Asante Cleveland TE (IR) - 60 Dillon Deboer C (IR) - 96 Kaleb Eulls DT (Waived/injured) - 27 Kenneth Farrow RB (Waived/injured) - 77 Forrest Lamp G (IR) - 46 Chris Landrum DE (IR) - 50 Charmeachealle Moore OLB (IR) - 95 Tenny Palepoi DT (Sospeso) - 53 Joshua Perry OLB (Waived/injured) - 62 Max Tuerk C (Sospeso) 53 attivi, 13 inattivi |
| Legenda - I rookie sono in corsivo. - Il primo ruolo è il principale mentre gli eventuali successivi indicano i ruoli secondari. - (IR) sta per Injured Reserve ed indica la lista ristretta per un solo giocatore infortunato che può tornare ad allenarsi dopo la settimana 6 e a rientrare in prima squadra dopo che questa ha giocato 8 partite. - (NF-Inj.) / (NF-Ill.) stanno rispettivamente per Non-Football Injured e Non-Football Illness ed indicano le liste dove viene inserito un giocatore che ha un infortunio o una malattia non dipendente dal football americano. - (PUP) sta per Physically Unable to Perform ed indica la lista dove viene inserito un giocatore mentre è in attesa di recuperare la condizione fisica. Nella stagione regolare dopo la sesta partita giocata dalla propria squadra, il giocatore ha tempo tre settimane per riprendere ad allenarsi, più tre settimane aggiuntive dal suo rientro agli allenamenti per rientrare in prima squadra. |

## Calendario

### Stagione regolare
Il calendario della stagione è stato annunciato il 20 aprile 2017.
| Turno | Data               | Ora                | Avversario              | Risultato          | Record             | Stadio                              | TV                 | NFL.com recap      |
| ----- | ------------------ | ------------------ | ----------------------- | ------------------ | ------------------ | ----------------------------------- | ------------------ | ------------------ |
| 1     | 11/9               | 7:20 p.m. PDT      | at Denver Broncos       | S 21–24            | 0–1                | Sports Authority Field at Mile High | ESPN               | Recap              |
| 2     | 17/9               | 1:05 p.m. PDT      | Miami Dolphins          | S 17–19            | 0–2                | StubHub Center                      | CBS                | Recap              |
| 3     | 24/9               | 1:25 p.m. PDT      | Kansas City Chiefs      | S 10–24            | 0–3                | StubHub Center                      | CBS                | Recap              |
| 4     | 1/10               | 1:05 p.m. PDT      | Philadelphia Eagles     | S 24–26            | 0–4                | StubHub Center                      | Fox                | Recap              |
| 5     | 8/10               | 10:00 a.m. PDT     | at New York Giants      | V 27–22            | 1–4                | MetLife Stadium                     | CBS                | Recap              |
| 6     | 15/10              | 1:25 p.m. PDT      | at Oakland Raiders      | V 17–16            | 2–4                | Oakland-Alameda County Coliseum     | CBS                | Recap              |
| 7     | 22/10              | 1:25 p.m. PDT      | Denver Broncos          | V 21–0             | 3–4                | StubHub Center                      | CBS                | Recap              |
| 8     | 29/10              | 10:00 a.m. PDT     | at New England Patriots | S 13–21            | 3–5                | Gillette Stadium                    | CBS                | Recap              |
| 9     | Settimana di pausa | Settimana di pausa | Settimana di pausa      | Settimana di pausa | Settimana di pausa | Settimana di pausa                  | Settimana di pausa | Settimana di pausa |
| 10    | 12/11              | 10:00 a.m. PST     | at Jacksonville Jaguars | S 17–20 (DTS)      | 3–6                | EverBank Field                      | CBS                | Recap              |
| 11    | 19/11              | 1:05 p.m. PST      | Buffalo Bills           | V 54–24            | 4–6                | StubHub Center                      | Fox                | Recap              |
| 12    | 23/11              | 1:30 p.m. PST      | at Dallas Cowboys       | V 28–6             | 5–6                | AT&T Stadium                        | CBS                | Recap              |
| 13    | 3/12               | 1:05 p.m. PST      | Cleveland Browns        | V 19–10            | 6–6                | StubHub Center                      | CBS                | Recap              |
| 14    | 10/12              | 1:05 p.m. PST      | Washington Redskins     | V 30–13            | 7–6                | StubHub Center                      | CBS                | Recap              |
| 15    | 16/12              | 5:25 p.m. PST      | at Kansas City Chiefs   | S 13–30            | 7–7                | Arrowhead Stadium                   | NFLN               | Recap              |
| 16    | 24/12              | 10:00 a.m. PST     | at New York Jets        | V 14–7             | 8–7                | MetLife Stadium                     | CBS                | Recap              |
| 17    | 31/12              | 1:25 p.m. PST      | Oakland Raiders         | V 30–10            | 9–7                | StubHub Center                      | CBS                | Recap              |

Note
- Gli avversari della propria division sono in grassetto.

## Premi individuali
- Keenan Allen:

Comeback Player of the Year

### Pro Bowler

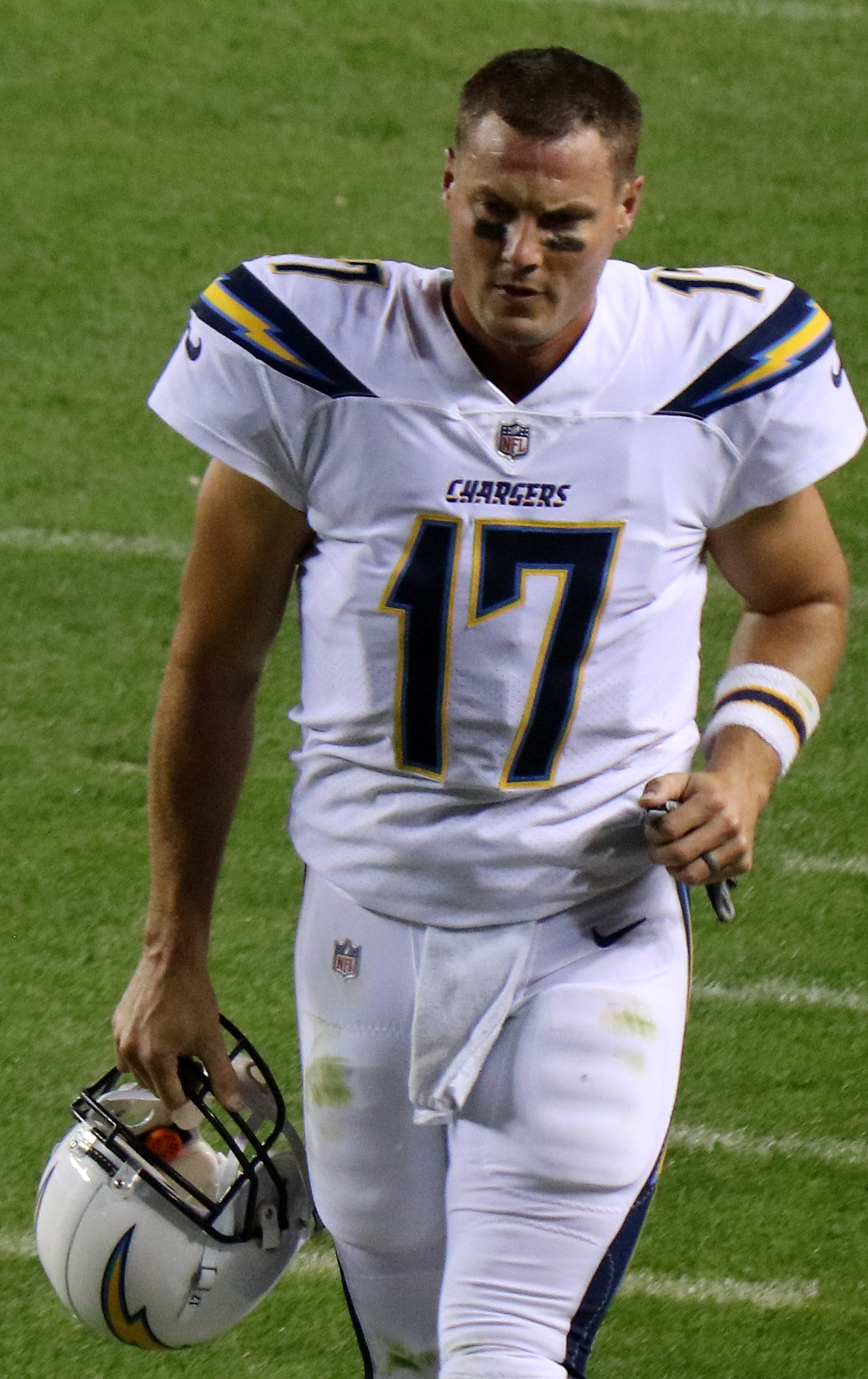
Nel 2017 Philip Rivers è stato convocato per il settimo Pro Bowl in carriera

Quattro giocatori dei Chargers sono stati convocati per il Pro Bowl 2018:
- Keenan Allen, wide receiver, 1ª convocazione
- Joey Bosa, defensive end, 1ª convocazione
- Philip Rivers, quarterback, 7ª convocazione
- Casey Hayward, cornerback, 2ª convocazione

Ad essi si aggiunse Melvin Ingram, alla sua prima selezione, dopo la defezione per infortunio di Bosa.

### Premi settimanali e mensili
- Melvin Ingram:

miglior difensore della AFC del mese di settembre
- Melvin Gordon:

giocatore offensivo della AFC della settimana 5
- Travis Benjamin:

giocatore degli special team della AFC della settimana 7
- Philip Rivers:

giocatore offensivo della AFC della settimana 12
quarterback della settimana 12
giocatore offensivo della AFC della settimana 17
quarterback della settimana 17
- Casey Hayward

miglior difensore della AFC del mese di novembre